# Onésicrite de Salamine
Onésicrite de Salamine (grec ancien : Ὀνησίκριτος Σαλαμίνιος) est un vainqueur olympique originaire de Salamine.
Il n'est pas possible de savoir s'il s'agit de l'île Salamine dans le golfe Saronique ou la cité Salamine de Chypre. Cependant, Salamine dans le golfe Saronique est le plus souvent considérée comme une partie d'Athènes et ce serait sa seule occurrence dans les vainqueurs olympiques enregistrés ; il est malgré tout possible qu'elle ait été libre en 180 av. J.-C.,.
Onésicrite remporta la course à pied du stadion d'une longueur d'un stade (environ 192 m) lors des 150e Jeux olympiques, en 180 av. J.-C.

## Sources
- (en) Paul Christesen, Olympic Victor Lists and Ancient Greek History, New York, Cambridge University Press, 2007, 580 p. (ISBN 978-0-521-86634-7).
- Eusèbe de Césarée, Chronique, Livre I, 70-82. Lire en ligne.
- (en) David Matz, Greek and Roman Sport : A Dictionnary of Athletes and Events from the Eighth Century B. C. to the Third Century A. D., Jefferson et Londres, McFarland & Company, 1991, 169 p. (ISBN 0-89950-558-9)
- (it) Luigi Moretti, « Olympionikai, i vincitori negli antichi agoni olimpici », Atti della Accademia Nazionale dei Lincei, vol. VIII,‎ 1959, p. 55-199.